# Bruno Benne
 (mai 2022).
Pour l’article homonyme, voir Benne.
Bruno Benne, né en 1980 à Toulouse, est un chorégraphe et danseur français en danse contemporaine et en danse baroque. 

## Biographie
Spécialisé en danses et musiques baroques, Bruno Benne fonde la compagnie Beaux-Champs en 2013 pour développer une vision moderne et hybride de la danse baroque par son approche contemporaine,.
Après une formation en danse classique au Conservatoire à rayonnement régional de Toulouse, il poursuit ses études en danse contemporaine au Conservatoire national supérieur de musique et de danse de Paris. En 2005, il rencontre deux spécialistes de la danse baroque, Béatrice Massin et Marie-Geneviève Massé, puis prend part à nombre de leurs créations. D'autres rencontres aiguiseront son apprentissage, comme l’interprétation des chorégraphies d'Atys de la pionnière Francine Lancelot. En tant qu’interprète, il a par exemple dansé à l’Opéra National de Paris, à l’Opéra National de Lyon, à l'opéra royal du château de Versailles, au Festival international de danse contemporaine CDC, à l’Opéra Comique de Paris, au Santa Barbara Historical Dance Workshop, au Bard College et à la Brooklyn Academy of Music...
Dès ses débuts en tant que chorégraphe, il rencontre Lucinda Childs avec qui il collabore en tant qu’assistant à la chorégraphie à trois reprises entre 2013 et 2017. Avec la compagnie Beaux-Champs, il a créé plusieurs pièces telles que SQUARE (2016), Caractères (2019),  Rapides water music (2022) ou Prendre l’Air (2024). Ses pièces ont été jouées entre autres au centre national de la danse de Pantin, à KLAP Maison pour la Danse de Marseille, au Festival Le Temps d’Aimer la Danse, au Festival Baroque de Sablé/Sarthe, au Centre Chorégraphique National de Tours... En 2016, à la demande d’Yvan Cavallari, il chorégraphie la pièce Ornements pour 9 danseurs du Ballet de l’Opéra national du Rhin. 
Bruno Benne est boursier de la Fondation Beaumarchais SACD en 2015 et Artiste Associé à La Barcarolle - EPCC Saint Omer de 2021 à 2024. Il enseigne régulièrement les principes, les codes et les concepts de la danse baroque lors de workshops et masterclasses en France et à l’international.  

## Chorégraphies
Bruno Benne a réalisé différentes chorégraphies, dont par exemple :
- Prendre l’Air (2024), création pour un quintette dansé et un duo de clavecinistes, musiques de JS Bach et Youri Bessières.
- Rapides - water music[18] (2022), création pour 10 interprètes, sur les suites de la Water Music de G.F. Haendel revisitées par le compositeur Youri Bessières.
- Des Pas Baroques[19] (2021), conférence dansée participative sur la danse et la musique baroque.
- Caractères (2019), solo de Bruno Benne avec la collaboration de Béatrice Massin, Marie-Geneviève Massé, Hubert Hazebroucq et une re-création d’une pièce de Francine Lancelot[5],[7].
- Didon et Enée [20], opéra de Henry Purcell mis en scène par Andréas Linos à l’Atelier Lyrique de Tourcoing.
- Scylla & Glaucus[21] (2018), opéra ballet mis en scène de Lucinda Childs au Kiel Theater.
- SQUARE (2016), chorégraphie baroque de Bruno Benne avec la collaboration de Lucinda Childs, musique minimaliste de Youri Bessières[22],[23],[24].
- Louis XIV et ses Arts (2016), une création jeune public[25].
- Ornements (2016), sur des musiques de Jean-Philippe Rameau et Youri Bessières[26]avec le Ballet de l’Opéra national du Rhin.
- Le Triomphe des Arts[27] (2014), opéra ballet de Bernard-Aymable Dupuy.
- Figures Non Obligées[28] (2013), duo dansé avec le quatuor du Concert Etranger.

## Film
Bruno Benne apparaît dans le DVD de Béatrice Massin: La Danse Baroque. 